# The Border Patrol (filme)
The Border Patrol é um filme mudo dos Estados Unidos de 1928, do gênero faroeste, dirigido por James P. Hogan, lançado pela Pathé Exchange e estrelado por Harry Carey.

## Elenco
- Harry Carey ... Bill Storm
- Kathleen Collins ... Beverly Dix
- Phillips Smalley ... Conway Dix
- Richard Tucker ... Earl Hanway
- James Neill ... Lefty Waterman
- James A. Marcus ... Capt. Bonham (como James Marcus)